# گزگرد (مشیز)
گزگرد یک روستا در ایران است که در دهستان مشیز شهرستان بردسیر واقع شده‌است. گزگرد ۳۸ نفر جمعیت دارد.